# Соледад Гарсія
Соледад Гарсія (ісп. Soledad García, 12 червня 1981) — аргентинська хокеїстка на траві.
Срібна призерка Олімпійських Ігор 2000 року, бронзова призерка 2004, 2008 років.
Переможниця Панамериканських ігор 1999, 2003 років, срібна призерка 2011 року.
Переможниця Трофею чемпіонів 2008, 2009, 2010 років, срібна призерка 2002, 2007, 2011 років, бронзова призерка 2004 року.
Чемпіонка світу 2002, 2010 років, бронзова призерка 2006 року.
Срібна призерка Чемпіонату світу серед юніорок 2001 року, бронзова призерка 1997 року.
Переможниця Панамериканського кубка 2001, 2004 років.